# Oenanthe scotocerca
Az Oenanthe scotocerca a madarak osztályának verébalakúak (Passeriformes) rendjébe és a légykapófélék (Muscicapidae) családjába tartozó faj.

## Rendszerezése
A fajt Theodor von Heuglin német utazó és ornitológus írta le 1869-ben, a Saxicola nembe Saxicola scotocerca néven. Sorolták a Cercomela nembe Cercomela scotocerca néven is.

## Alfajai
- Oenanthe scotocerca furensis (Lynes, 1926)
- Oenanthe scotocerca scotocerca (Heuglin, 1869)
- Oenanthe scotocerca spectatrix (S. Clarke, 1919)
- Oenanthe scotocerca turkana (Someren, 1920)
- Oenanthe scotocerca validior (Berlioz & J. Roche, 1970)[2]

## Előfordulása
Afrikában, Csád, Dél-Szudán, Eritrea, Etiópia, Kenya, Szomália, Szudán és Uganda területén honos. Természetes élőhelyei a szubtrópusi vagy trópusi füves puszták és cserjések, sziklás környezetben. Állandó, nem vonuló faj.

## Megjelenése
Testhossza 13–14 centiméter, testtömege 16–21 gramm.

## Életmódja
Rovarokkal és magvakkal táplálkozik.

## Természetvédelmi helyzete
Az elterjedési területe nagyon nagy, egyedszáma pedig stabil. A Természetvédelmi Világszövetség Vörös listáján nem fenyegetett fajként szerepel.